# Mercedes-Benz W 18
La Mercedes-Benz W 18 a été présentée sous le nom de Mercedes-Benz Type 290 en 1933 avec le moteur M 18 plus petit en tant que successeur des Type 350 / 370 Mannheim.

## Mercedes-Benz Type 290 (1933-1937)
La voiture était disponible d'usine en tant que voiture de tourisme quatre portes, berline quatre portes, cabriolet A, B, C et D (deux ou quatre portes) à trois ou quatre places, véhicule utilitaire léger militaire (pour la Wehrmacht) ou châssis nu. Son moteur six cylindres en ligne à commande latérale d'une cylindrée de 2 867 cm³ (Alésage et course 78 mm x 100 mm) délivre 60 ch (44 kW) et fait accélérer le véhicule jusqu'à 108 km/h. Les roues arrière, fixées à un essieu oscillant et suspendues à des ressorts hélicoïdaux, sont entraînées par une boîte de vitesses à quatre rapports (avec surmultiplication de 1:0,73). L'essieu avant a un ressort à lames transversal et des ressorts hélicoïdaux supplémentaires. La voiture est équipée de freins hydrauliques pour les quatre roues.

## Mercedes-Benz Type 290 longue (1934-1937)

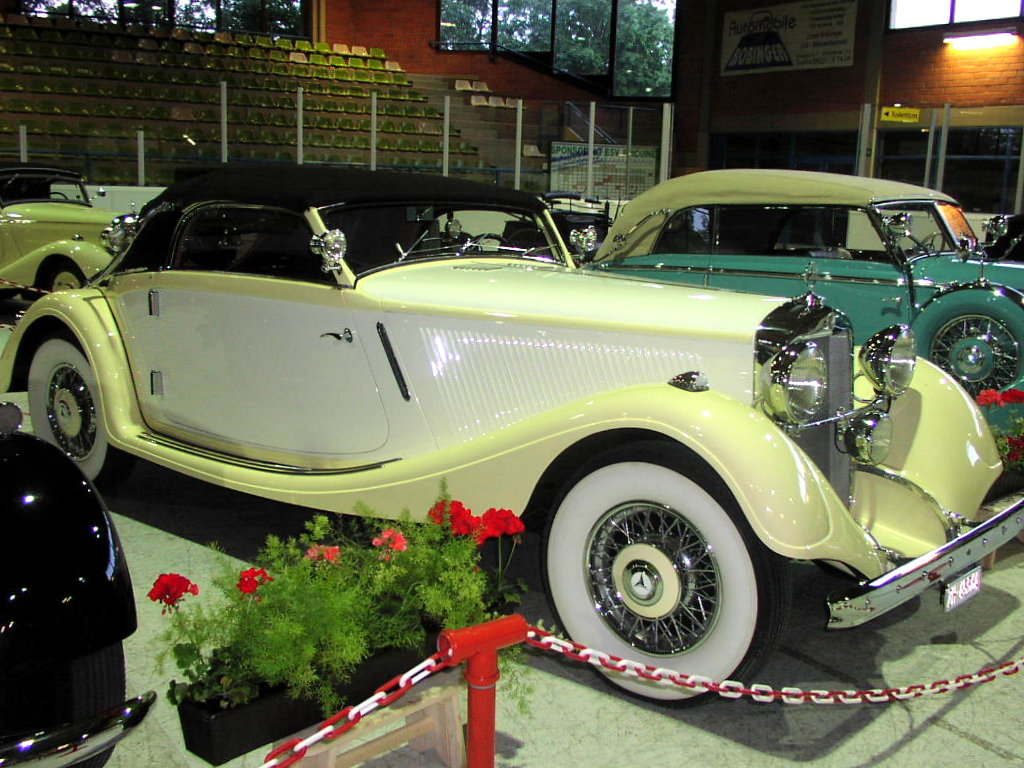
Mercedes-Benz 290 longue cabriolet A (1935)

Un an après l'apparition de la gamme de modèles, des modèles avec un châssis long étaient également disponibles. Les carrosseries d'usine étaient voiture de tourisme à six places, berline quatre portes, cabriolets A, B, D et F (cabriolet Pullman), limousine Pullman, berline profilée, roadster et le châssis. Quelques roadsters spéciaux ont également été construits. Au lieu de la boîte de vitesses à quatre rapports avec surmultiplication, les versions à empattement long disposent d'une boîte de vitesses complète à quatre rapports. Elles atteignent une vitesse de pointe de 103 km/h.
En 1937, la gamme de modèles a été remplacée par la Type 320.

## Mercedes-Benz Type 290 Kübelwagen (1934-1935)
Les véhicules tout-terrain de type 290 (W18 III) étaient disponibles directement de l’usine ou avec des carrosseries de Gaubschat ou Trutz. Les dimensions extérieures de la Kübelwagen sont plus grandes avec une longueur de 4480 mm, une largeur de 1780 mm et une hauteur de 1665 mm. Le poids du véhicule de 1500 kg est plus léger que celui des voitures particulières. De même, le poids total autorisé en charge de 1950 kg est inférieur à celui des véhicules de série. Le réservoir de carburant a été augmenté de 56 litres à 80 litres pour le véhicule tout-terrain. La voie avant était de 1475 mm et la voie arrière était de 1494 mm. La plus grande série de véhicules tout-terrain a reçu la désignation de type W 135.

## Chiffres de production W 18
| Année                        | 1933 | 1934 | 1935 | 1936 | 1937 | total |
| ---------------------------- | ---- | ---- | ---- | ---- | ---- | ----- |
| W 18 - 290                   | 1320 | 1312 | 551  | 293  | 0    | 3476  |
| W 18 II - 290 Longue         | 0    | 915  | 1583 | 1222 | 209  | 3929  |
| W 18 III - 290 Kübelsitzer I | 0    | 28   | 62   | 0    | 0    | 90    |
| W 135 - Kübelsitzer II       | 0    | 0    | 0    | 519  | 110  | 629   |

## Galerie photos

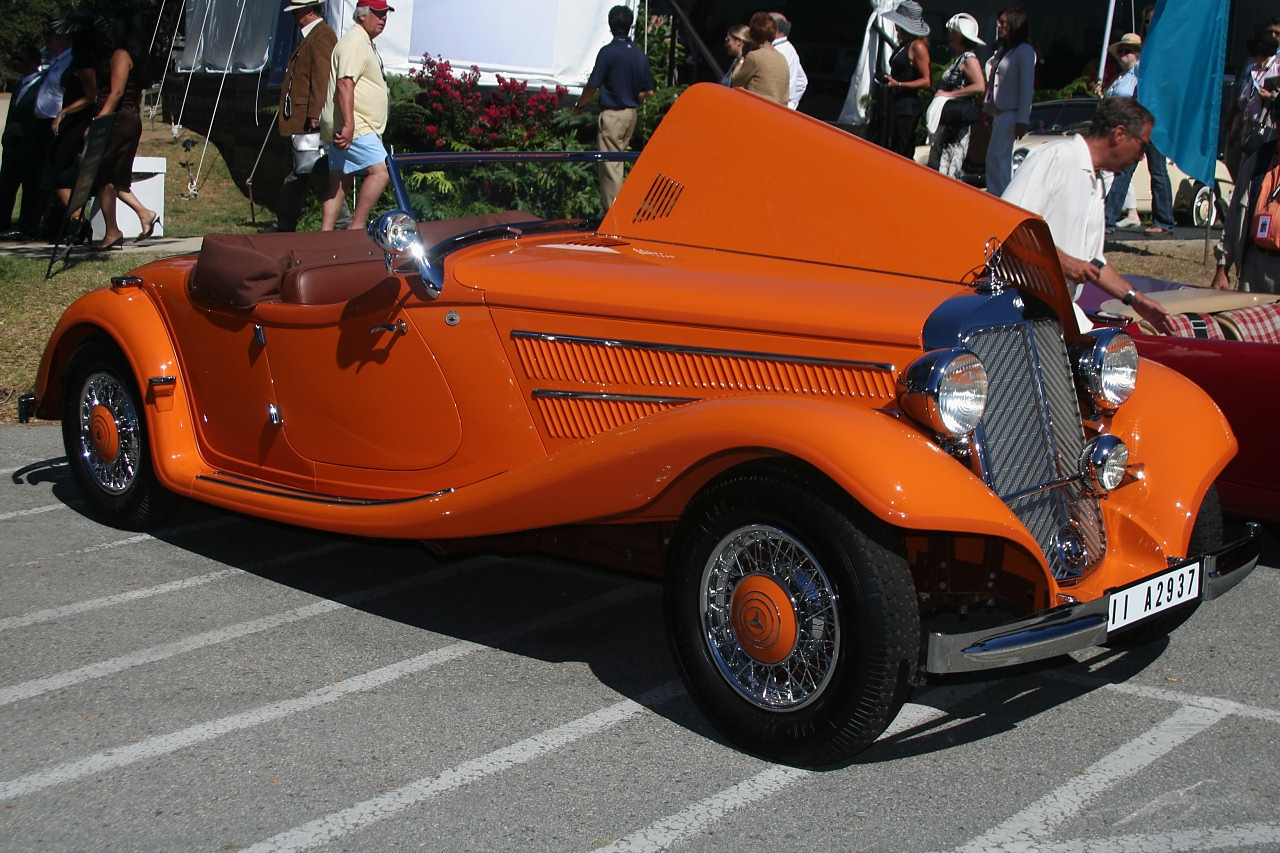
Type 290 longue roadster spécial
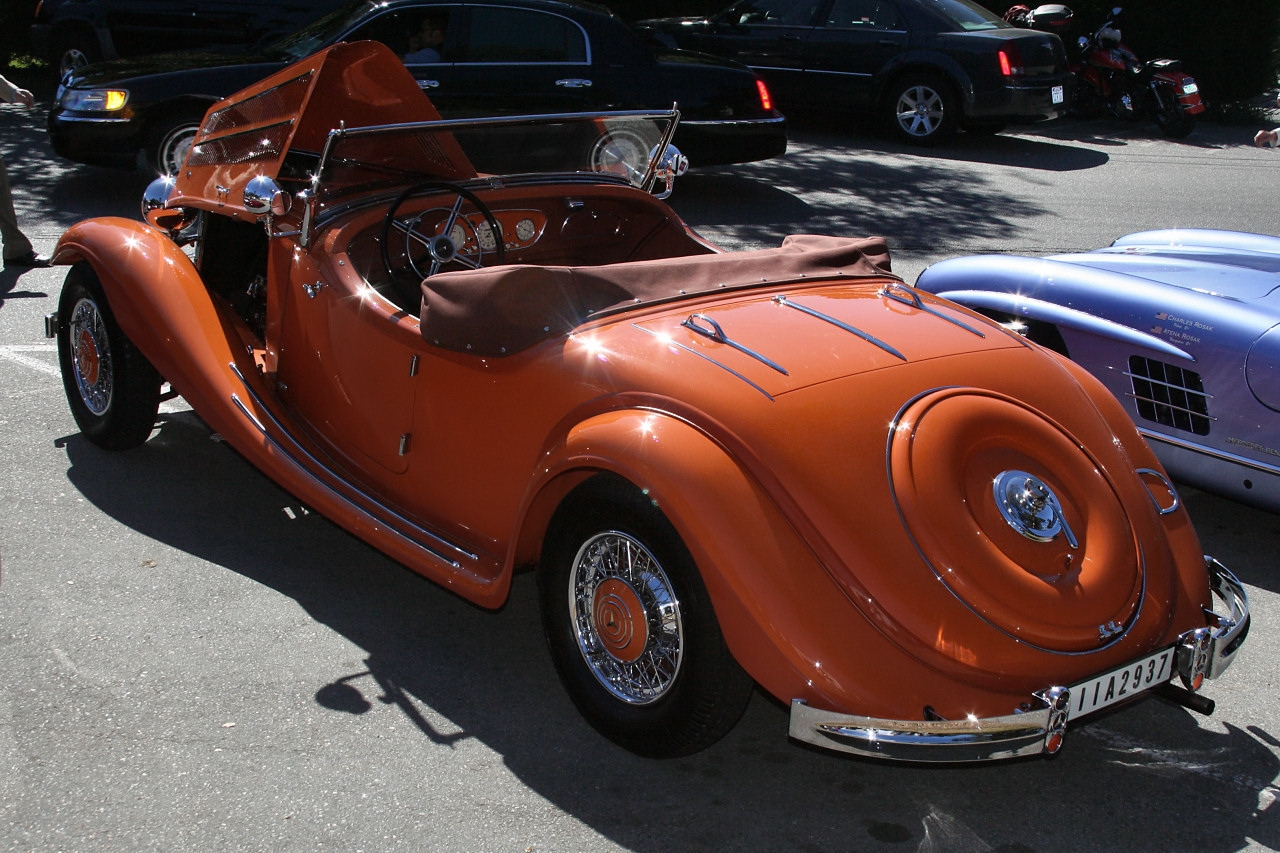
Type 290 longue roadster spécial, vue arrière
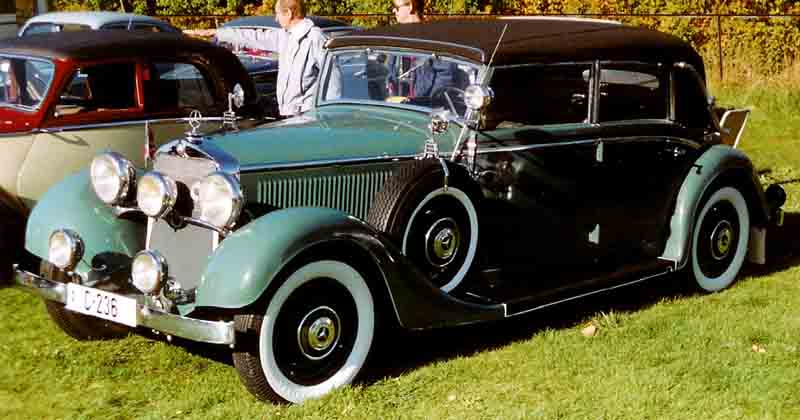
Type 290 cabriolet D (1936)
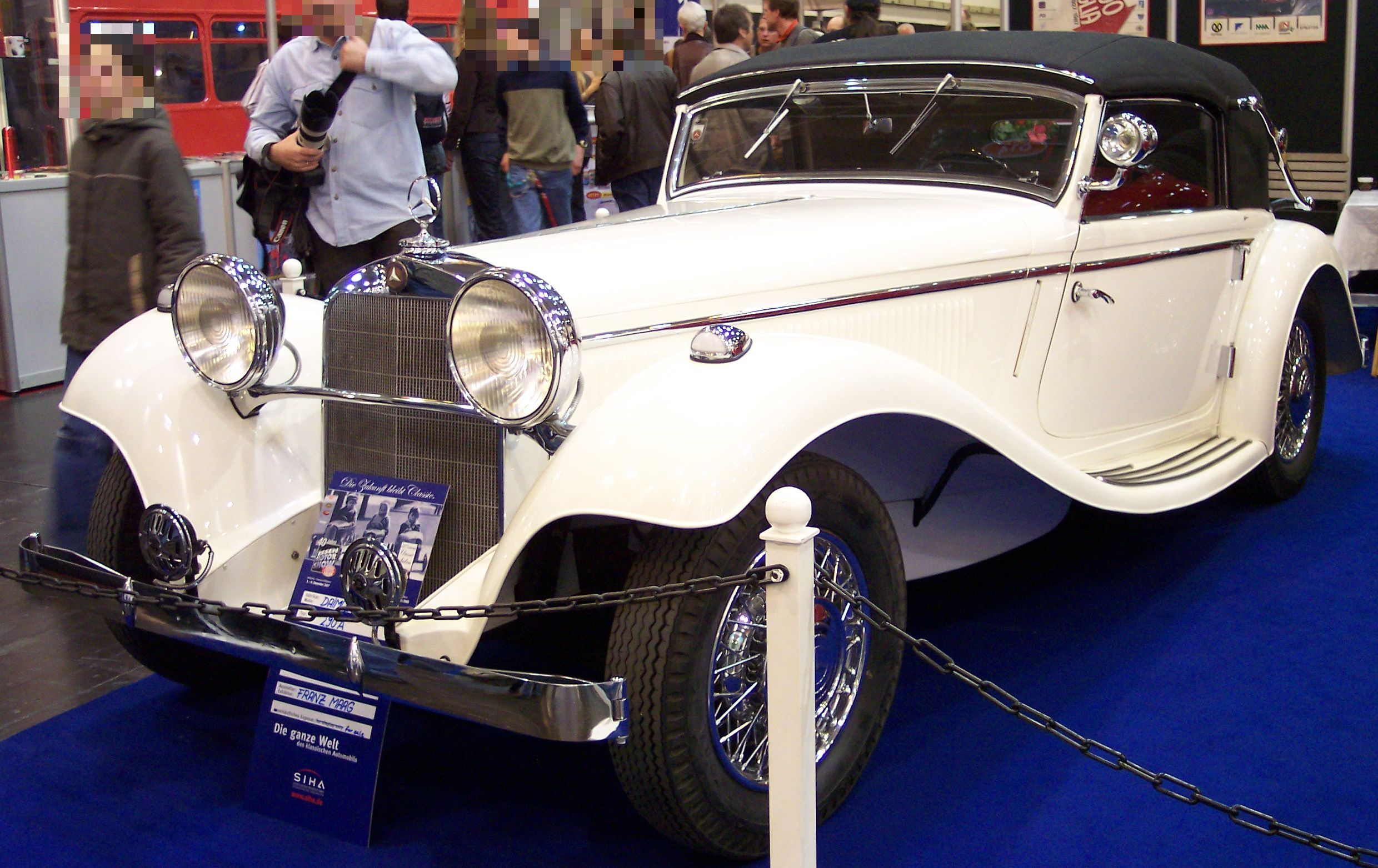
Type 290 cabriolet A